# Karl Weinmayer
Karl Weinmayer (* 2. März 1887 in Mainburg; † 22. Juni 1971) war ein deutscher Landrat.

## Leben
Nach dem Besuch des humanistischen Hans-Carossa-Gymnasiums Landshut, des Humanistischen Gymnasiums Eichstätt und des Neuen Gymnasiums Regensburg absolvierte Karl Weinmayer ein Studium der Rechtswissenschaften an der Ludwig-Maximilians-Universität München. Seinen Militärdienst leistete er anschließend als Einjährig-Freiwilliger. Er kam in den juristischen Vorbereitungsdienst, unterbrochen durch den Kriegsdienst vom 10. August 1914. Sein zweites juristisches Staatsexamen legte er im November 1919 ab und kam zur Regierung der Oberpfalz. 1920 wechselte er zum Bezirksamt (ab 1939 Landkreis) Forchheim. Nach einer fünfjährigen Beschäftigung als Regierungsrat in der Hauptfürsorgestelle Oberfranken kehrte er in die Kommunalverwaltung zurück und wurde Bezirksamtsvorstand (ab 1939 Landrat) in Gunzenhausen. In diesem Beschäftigungsverhältnis, das durch Abordnungen zur Zivilverwaltung Böhmerwaldgebiet und zum Staatsministerium für Unterricht und Kultur unterbrochen wurde, blieb er bis zum 31. Oktober 1942. Zum 1. November 1942 erhielt er die Ernennung zum Regierungsdirektor im Schul- und Kulturministerium.
Nach Kriegsende wurde er seines Amtes enthoben. Mit der Entscheidung der Spruchkammer im Entnazifizierungsverfahren am 4. Februar 1948 wurde er am 1. November 1949 Oberstaatsanwalt. In dieser Funktion blieb er bis zu seiner Pensionierung zum Jahresende 1952.
Weinmayer trat zum 1. Mai 1935 in die NSDAP ein. Von November 1933 bis 1941 war er Mitglied der SA.